# Хофланд, Томас Кристофер
Томас Кристофер Хофланд (англ. Thomas Christopher Hofland, 1777—1843) — британский художник и учитель.

## Биография
Томас родился в Уэрксопе и учился у Джона Рэтбоуна (John Rathbone). Он начал преподавать в Кью и в 1805 году переехал в Дерби, где работал до 1808 года. Он стал вторым мужем преуспевающей писательницы Барбары Хофланд в 1810 году. Хофланд выставил 72 картины в Королевской академии.
Томас выставлял 10 картин в Королевской академии, но был больше известен благодаря творчеству жены. В 1819 году он проиллюстрировал написанную женой книгу об истории рода герцогов Мальборо, но эта работа не была оплачена заказчиком.
В 1839 году Томас Хофланд издал «Руководство британского рыболова», которая посвящена ловле форели, проиллюстрировав его своими рисунками. В книге Хофланда описаны различные графства, особенно упоминается Хэмпшир и Дербишир. Он перечисляет реки Дербишира, охватывая Эрваш в нескольких предложениях. Река Голубь, затем описывает Давдейла, где он провёл много дней, ловя рыбу в компании других художников, таких как Эбенезер Роудс из Шеффилда.
Томас Хофланд был одним из основателей Общества британских художников (Society of British Artists), где выставил более 100 картин. Говорили, что он помогал основать это сообщество, так как не стал членом Королевской академии.
За три года до смерти Томас посетил Италию.
Он умер от рака в Лемингтон Спа.
Картины и гравюры Томаса хранятся в Governments Art Collection и в музеях и галереях Портсмута, Дерби и Шеффилда.

## Наследство
Картины Хофланда и полученные гравюры находятся в Государственной художественной коллекции, а также в музеях и галереях Портсмута, Дерби и Шеффилда.

## Галерея

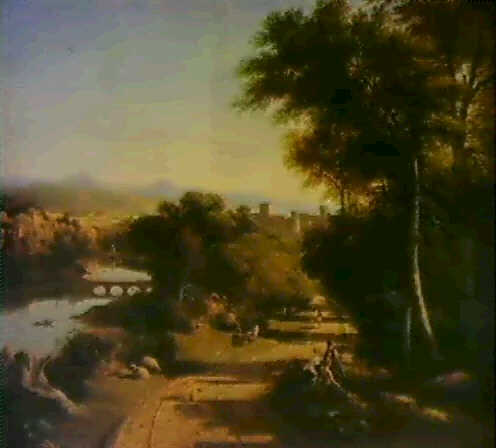
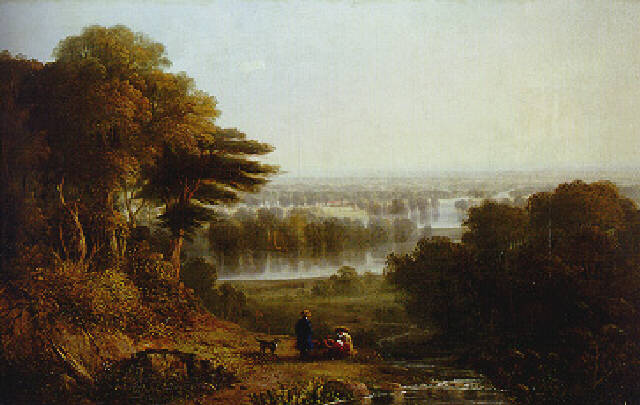